# 田樂
田樂（1541年—1621年），字希智，别号東洲，直隸任丘縣（今河北省任丘市）人，明朝政治人物。隆慶戊辰進士。萬曆間任甘肅巡撫，屢立戰功。累官三邊總督，加太子太保兵部尚書銜。

## 生平
隆慶元年（1567年）丁卯科順天府鄉試第六十五名舉人，隆慶二年（1568年），登戊辰科三甲第一百九十二名進士。授山東東阿知縣，六年十月擢陞河南道试監察御史。萬歷元年（1573年）七月奉命清理南直隶、浙江戎政，养病回籍，四年十一月起复原职，巡按山西，七年巡按南直隶蘇松常鎮，九年八月出為河南信陽兵备副使，復除湖广副使、涼永兵備道，十五年十二月，升为山西右参政，十八年十一月调任陕西，二十年四月，由陕西按察使擢為为都察院右佥都御史、巡抚甘肃地方赞理军务。二十三年十月以甘州斩虏功，加升兵部左侍郎，兼右佥都御史，分巡西宁道，荫一子锦衣卫百户世袭，二十四年二月叙西宁官军获捷功，升都察院右都御史兼兵部侍郎，照旧巡抚。二十六年晋升太子太保、兵部尚书。晋太子太傅，二十八年（1600）授予推诚宣力守正文臣，特进光禄大夫，柱国松山伯。三十年三月准致仕回籍。天啓元年卒，贈太保，谥襄敏。

## 墓葬
田樂墓在鄚州镇東北。

## 家族
曾祖田玉；祖父田慶；父田產，母夏氏。慈侍下。兄田檠。弟田棐。子田尔樹，锦衣卫指挥使。田尔耕，官錦衣衛都督。庶长孙田元荫，锦衣卫衣左所指挥佥事。